# High Impact
High Impact è una raccolta del chitarrista heavy metal Yngwie Malmsteen, pubblicato nel dicembre 2009. Raccoglie 13 successi strumentali del musicista svedese. In più è presente una cover di Beat It di Michael Jackson suonata insieme a Eddie Van Halen e Steve Lukather e cantata da Tim Owens.

## Tracce
1. Caprici Di Dablo
2. Brothers
3. Blitzkrieg
4. Trilogy Suite
5. Red House
6. Finale
7. Magic City
8. Arpeggios From Hell
9. Far Beyond The Sun
10. Cantabile
11. Blue
12. Overture 1622
13. Fugue
14. Beat It (MICHAEL JACKSON cover)